# 바레인 프리미어리그
바레인 프리미어리그는 바레인의 축구 리그로 1952년에 설립되었으나, 첫 시즌은 1956-57시즌이었다.
2010-11시즌 현재 무하라크 클럽이 우승을 하였고, 최다 우승기록 역시 32회 우승의 무하라크 클럽이 가지고 있다.

## 2024-25시즌 참가 클럽
- 알아흘리
- 알히드 SCC
- 알할라 SC
- 알나즈마
- 바레인 클럽
- 리파 클럽
- 부사이틴 클럽
- 이스트 리파 클럽
- 마나마 클럽
- 무하라크 클럽

## 역대 우승 팀
| - 1957 : 무하라크 클럽 - 1958 : 무하라크 클럽 - 1959 : 알나스르 - 1960 : 무하라크 클럽 - 1961 : 무하라크 클럽 - 1962 : 무하라크 클럽 - 1963 : 무하라크 클럽 - 1964 : 무하라크 클럽 - 1965 : 무하라크 클럽 - 1966 : 무하라크 클럽 - 1967 : 무하라크 클럽 - 1968 : 바레인 클럽 - 1969 : 알아흘리 - 1970 : 무하라크 클럽 - 1971 : 무하라크 클럽 - 1972 : 알아흘리 - 1973 : 무하라크 클럽 - 1974 : 무하라크 클럽 - 1975 : 알아라비 | - 1976 : 무하라크 클럽 - 1977 : 알아흘리 - 1978 : 바레인 클럽 - 1979 : 알할라 - 1980 : 무하라크 클럽 - 1981 : 바레인 클럽 - 1982 : 리파 클럽 - 1983 : 무하라크 클럽 - 1984 : 무하라크 클럽 - 1985 : 바레인 클럽 - 1986 : 무하라크 클럽 - 1987 : 리파 클럽 - 1988 : 무하라크 클럽 - 1989 : 바레인 클럽 - 1990 : 리파 클럽 - 1991 : 무하라크 클럽 - 1992 : 무하라크 클럽 - 1993 : 리파 클럽 - 1994 : 이스트 리파 클럽 | - 1995 : 무하라크 클럽 - 1996 : 알아흘리 - 1997 : 리파 클럽 - 1998 : 리파 클럽 - 1999 : 무하라크 클럽 - 2000 : 리파 클럽 - 2001 : 무하라크 클럽 - 2002 : 무하라크 클럽 - 2003 : 리파 클럽 - 2004 : 무하라크 클럽 - 2005 : 리파 클럽 - 2006 : 무하라크 클럽 - 2007 : 무하라크 클럽 - 2008 : 무하라크 클럽 - 2009 : 무하라크 클럽 - 2010 : 알아흘리 - 2011 : 무하라크 클럽 |